# ギー14世・ド・ラヴァル
ギー14世・ド・ラヴァル（Guy XIV de Laval, 1406年1月28日 - 1486年9月2日）またはフランソワ・ド・モンフォール＝ラヴァル（François de Montfort-Laval）は、ラヴァル伯、ヴィトレ男爵、ラ・ロシュ＝ベルナール男爵、ル・ガヴル、アキニー、タンテニアック、モンフォールおよびガエル、ベシュレルの領主。ジャンヌ・ダルクに関する記録を残したことで知られる。ギー14世と弟のアンドレ・ド・ロエアックはそれぞれ同時期にブルターニュ公とフランス王の家臣であった。

## 生涯

### 出自
ギー14世はギー13世・ド・ラヴァルとアンヌ・ド・ラヴァルの息子である。母親を通じてギー12世・ド・ラヴァルおよびジャンヌ・ド・ラヴァルの孫であった。母ジャンヌはギー12世と結婚する前、フランス軍総司令官ベルトラン・デュ・ゲクランの2番目の妻であった。
1420年、14歳であったギー14世は、後のフランス軍総司令官でアジャンクールの戦い以降捕虜となっていたブルターニュ公アルテュール3世の釈放を求めるイングランド王宛ての嘆願書に2番目に署名した。アルテュール3世はその年の9月に釈放された。
1424年、ギー14世はアルテュール3世がアンジェ城でヨランド・ダラゴンのために用意した華麗な祝賀会に同行した。こうしてギーはブルターニュの指導者をイングランドから引き離し、ブルターニュとフランスとの間に親密な関係をもたらすよう努めた。

### ジャンヌ・ダルクとの合流

1415年 - 1429年
イングランド王ヘンリー6世の支配地
ブルゴーニュ公フィリップ3世の支配地
フランス王シャルル7世の支配地
主な戦場
アジャンクールの戦い（1415年）
シノンへの遠征（1429年）
ランスへの進軍（1429年）

1429年6月8日、オルレアン包囲戦の終了後、ギーはロワール渓谷の解放を求めてジャンヌ・ダルクとアランソン公ジャン2世が再び結集した王軍とセル＝アン＝ベリー（セル＝シュル＝シェール）で再び合流した。ギーは母親への手紙の中で、熱烈に崇拝していたジャンヌ・ダルクについて記している。ギーらはジャルゴー、ボージャンシー、そしてとりわけパテーの戦いにおいて頭角を現し、そこでギーは先頭に立って戦った。

### シャルル7世の戴冠
弟のアンドレ・ド・ロエアックとともにフランス王を追ってランスまで向かい、1429年7月17日にフランドル伯フィリップ善良公（ブルゴーニュ公でもあった）に代わってフランス王シャルル7世の戴冠式を手伝った。この機会にフランス王から与えられた褒賞において、ラヴァルの領土は伯領に引き上げられ、ギー・ド・ラヴァルは1430年にラニーの総督に任命された。

### イザベル・ド・ブルターニュとの結婚
1430年10月1日、ギー14世はルドンでブルターニュ公ジャン5世の娘イザベル・ド・ブルターニュ（1444年没）と結婚した。ギーは1420年にイザベルの妹であるマルグリット・ド・ドルーと婚約していたが、イザベルもルイ3世・ダンジューと婚約していた。

### ブルターニュ公領
1439年、ギー14世はグラヴリーヌで暫定的な英仏条約の交渉を行った。ギー14世は1446年1月14日、トゥールにおいてシャルル7世の前でイングランドのジャン・シャロンとルイ・デュ・ビュエイユとの間の戦闘を支援し、ルイ・デュ・ビュエイユは戦死した。ギーの祖先がサン＝ジャン＝ド＝ランジェの4つの管区を創設しており、祖先が決めた居住特権を与えるかどうかはギーに権限があったが、その結果、典礼はもはや保証されなくなった。

### フランソワーズ・ド・ディナンとの結婚
1440年に経済的な理由から息子ギー15世とフランソワーズ・ド・ディナン（1500年没）との婚約を解消し、フランソワーズはジル・ド・ブルターニュ（ジャン5世の息子）と結婚した。ギー14世は再びこの息子が若年であることを利用し、フランソワーズがジル・ド・ブルターニュの未亡人となった際、フランソワーズの他の婚約を破棄させ、1451年2月に45歳でシャトーブリアン女男爵フランソワーズ・ド・ディナンとヴィトレにおいて婚約した。ギー14世はシャトーブリアン男爵領に対する権利は持たなかった。
バチカンの公文書保管所には、ギー14世とその息子による教皇庁への2件の要請書が収められている。ラヴァル伯フランソワ＝ギー・ド・ラヴァルに関する審問は1450年7月23日付で、ナント司教に宛てられている。フランソワ＝ギーは、教会法上の理由から、親子の血縁関係の免除と、女性が以前に婚約していた人の父親との結婚の禁止の免除を懇願した。ギー14世とフランソワーズ・ド・ディナンとの結婚と、禁止令からの免除に関する特免状は、1450年12月17日付でヴァンヌ司教に宛てて発行されている。
バチカンの公文書には、1453年5月19日にヴィトレのマドレーヌ寺院にプサレット（合唱学校）を設立したラヴァル伯とその妻フランソワーズ・ド・ディナンについて再び記されている。

### ルイ11世との関係

ラヴァル家の紋章

ルイ11世は1463年にラヴァルに会計検査院を設立した。翌年、ルイ11世は「いとこ」であるギー14世に対し、紋章の4分の1にフランス王家の紋章（premier quartier de France）、次にエヴルーの紋章、そしてヴィトレの紋章を加える権利を与えた。

### ラヴァル伯
ルイ11世は1482年にラヴァル伯に全権を与え、メーヌ伯から分離した。ラヴァル伯はフランス王の直属の臣下となった。
ギー14世は1486年に死去し、ラヴァルのサン＝トゥガール教会に埋葬された。

## 子女
最初の妃イザベル・ド・ブルターニュとの間に以下の子女をもうけた。
- ジャンヌ（1433年 - 1498年） - ナポリ王ルネ・ダンジューと結婚
- フランソワ（1435年 - 1501年） - フランス執事長、ラヴァル伯（ギー15世）
- ジャン - ギー16世の父
- ピエール（1442年 - 1493年） - ランス大司教
- ヨランド - アラン・ド・ロアンと結婚
- エレーヌ - ジャン・ド・マレストロワと結婚
- ルイーズ（1480年没） - パンティエーヴル伯ジャン3世・ド・ブロスと結婚

2番目の妃フランソワーズ・ド・ディナンとの間に以下の子女をもうけた。
- フランソワ - フランソワーズ・ド・リューと結婚
- ジャック